# Kukol

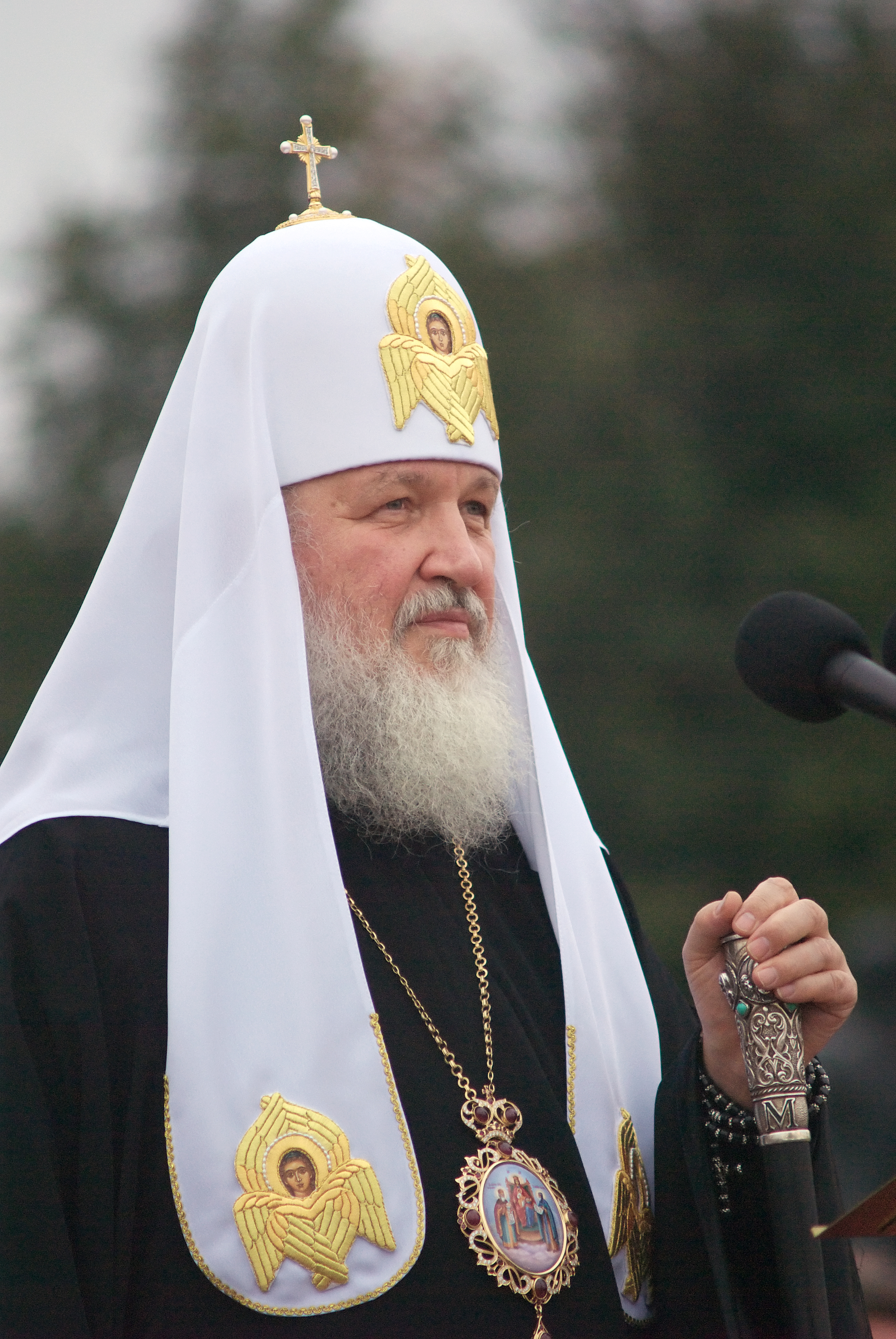
Patriarcha moskiewski i całej Rusi Cyryl w białym kukolu

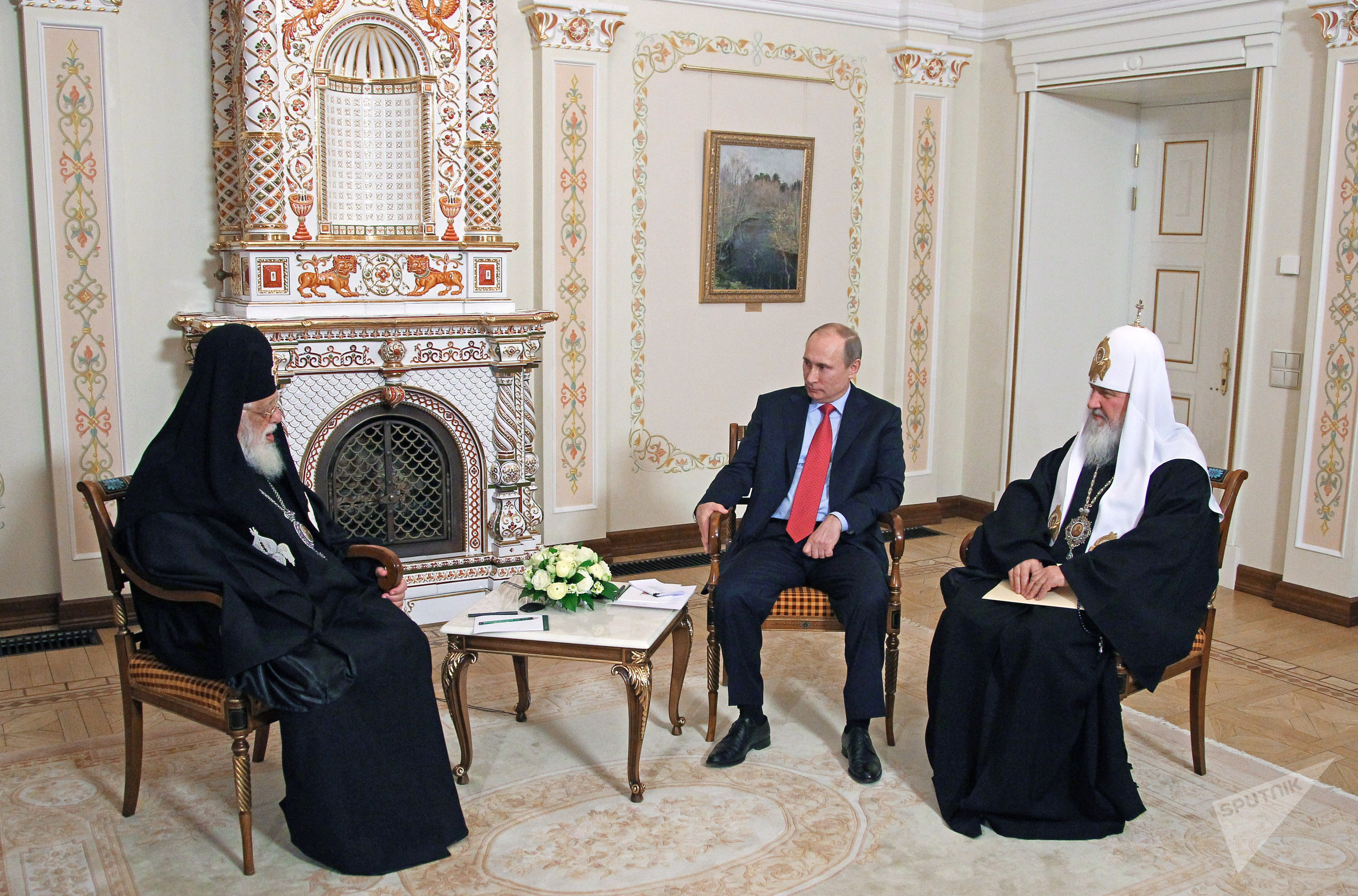
Spotkanie patriarchów moskiewskiego i całej Rusi Cyryla i gruzińskiego Eliasza II z Władimirem Putinem. Obaj patriarchowie noszą odpowiednio biały i czarny kukol

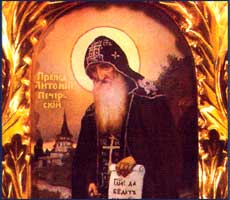
Antoni Pieczerski w kukolu wielkiego schimnika

Kukol (cs. куколь, gr. kukulion, łac. cucullus) – jedno z nakryć głowy duchownych prawosławnych, wywodzące się z czapki rzymskiej.
Czarny, ostro zakończony kukol z pięcioma krzyżami jest częścią stroju wielkich schimników. W monastycyzmie starożytnym nakrycia głowy w tym kształcie nosili wszyscy mnisi. Wynikało to z rzymskiej tradycji ubierania w podobne czapki dzieci – ich noszenie miało przypominać mnichom o dziecięcej prostocie i szczerości ducha, jaką mieli naśladować. Podobnie jak kłobuk, nakrycie głowy mnichów mantijnych, kukol przypomina o wyrzeczeniach życia monastycznego.
Biały kukol, zaokrąglony w górnej części, z białym, rozdzielonym na trzy części welonem i postaciami serafinów, jest atrybutem patriarchów moskiewskich i całej Rusi. Biała barwa nakrycia głowy symbolizuje czystość i boską światłość, natomiast postacie serafinów, aniołów stojących według tradycji najbliżej Boga, wskazują na fakt sprawowania przez patriarchę zwierzchności nad Rosyjskim Kościołem Prawosławnym.
Biały kukol o analogicznym wyglądzie jest również noszony przez zwierzchnika niekanonicznego Ukraińskiego Kościoła Prawosławnego Patriarchatu Kijowskiego.
Katolikos-Patriarcha Gruzji nosi czarny kukol.